# Tornado de Woldegk de 1764
El tornado de Woldegk de 1764 fue uno de los tornados más fuertes jamás documentados en la historia, recibiendo la única calificación T11 en la escala TORRO junto con una calificación F5 en la escala Fujita, y tuvo vientos estimados de >300 millas por hora (480 km/h). El tornado viajó 30 kilómetros (19 millas) y alcanzó una anchura máxima de 900 metros (980 yardas). La mayoría de la información conocida sobre este tornado provino de un estudio detallado de 77 párrafos realizado por el científico alemán Gottlob Burchard Genzmer, que se publicó un año después de que ocurriera el tornado. El tornado destruyó por completo varias estructuras y varias ramas de árboles, que se cree que fueron lanzadas extremadamente alto en la atmósfera, estaban cubiertas con hasta 2 centímetros (0,79 pulgadas) de hielo. La tormenta que produjo el violento tornado fue extremadamente seca, con casi ninguna lluvia reportada. Dicho esto, granizo grande, que supuestamente alcanzó los 15 centímetros (5,9 pulgadas) de diámetro, cubrió el suelo, causó daños significativos a los cultivos y la propiedad, mató a docenas de animales e hirió a varias personas en un gran tramo alrededor del tornado y al noroeste del camino del tornado.

## Resumen de tornados
El tornado tocó tierra con una intensidad F2 a unos 1,5 kilómetros (0,93 millas) al suroeste de Feldberg, donde comenzó a romper robles. A medida que el tornado se movió hacia el noreste, arrancó múltiples robles y hayas. El tornado se intensificó hasta una intensidad de F2-F3 cuando arrojó a dos niños, que sobrevivieron, a un lago. Varias ocas fueron "aplastadas" por el granizo en ese momento y el tornado se ensanchó a una anchura de alrededor de 100 metros (110 yardas). Continuando hacia el noreste, el tornado cruzó un lago y fue avistado por un testigo ocular, que describió el tornado como un "tornado de cuña". El testigo ocular también describió que los niveles de agua subieron y luego retrocedieron alrededor del momento del tornado. Después de cruzar el lago, el tornado destruyó una casa, donde el techo fue "arrancado" y las paredes fueron "derribadas". Fue en esta estructura donde ocurrió la única fatalidad causada por el tornado.
El tornado luego se desplazó hacia el este-noreste mientras se estrechaba a una anchura de 45 metros (49 yardas). A medida que el tornado alcanzó su anchura más pequeña, aún manteniendo la intensidad F3, un posible torbellino gemelo o satélite se fusionó con el tornado a lo largo de la orilla del lago Luzin. Inmediatamente después de la fusión, el tornado cambió de dirección a casi norte y se intensificó hasta la intensidad F3-F4 mientras destruía por completo un bosque de haya. En este momento, el tornado comenzó a crecer en anchura, manteniendo la intensidad F3-F4. Después de destruir el bosque, el tornado rompió y arrancó varios robles solitarios, arrojándolos 35 metros (38 yardas) en el aire. "Deriva de suelo", conocida hoy como desgaste de tierra, ocurrió en este momento, con el desgaste alcanzando hasta 10 centímetros (3,9 pulgadas) de profundidad. En el momento de este desgaste de tierra, el tornado alcanzó una anchura de 250 metros (270 yardas). Después de arrasar el suelo, el tornado giró hacia el noreste, donde destruyó por completo el bosque de Lichtenberg. El Laboratorio Europeo de Tormentas Severas señaló que estos daños fueron peores que los daños forestales anteriores.

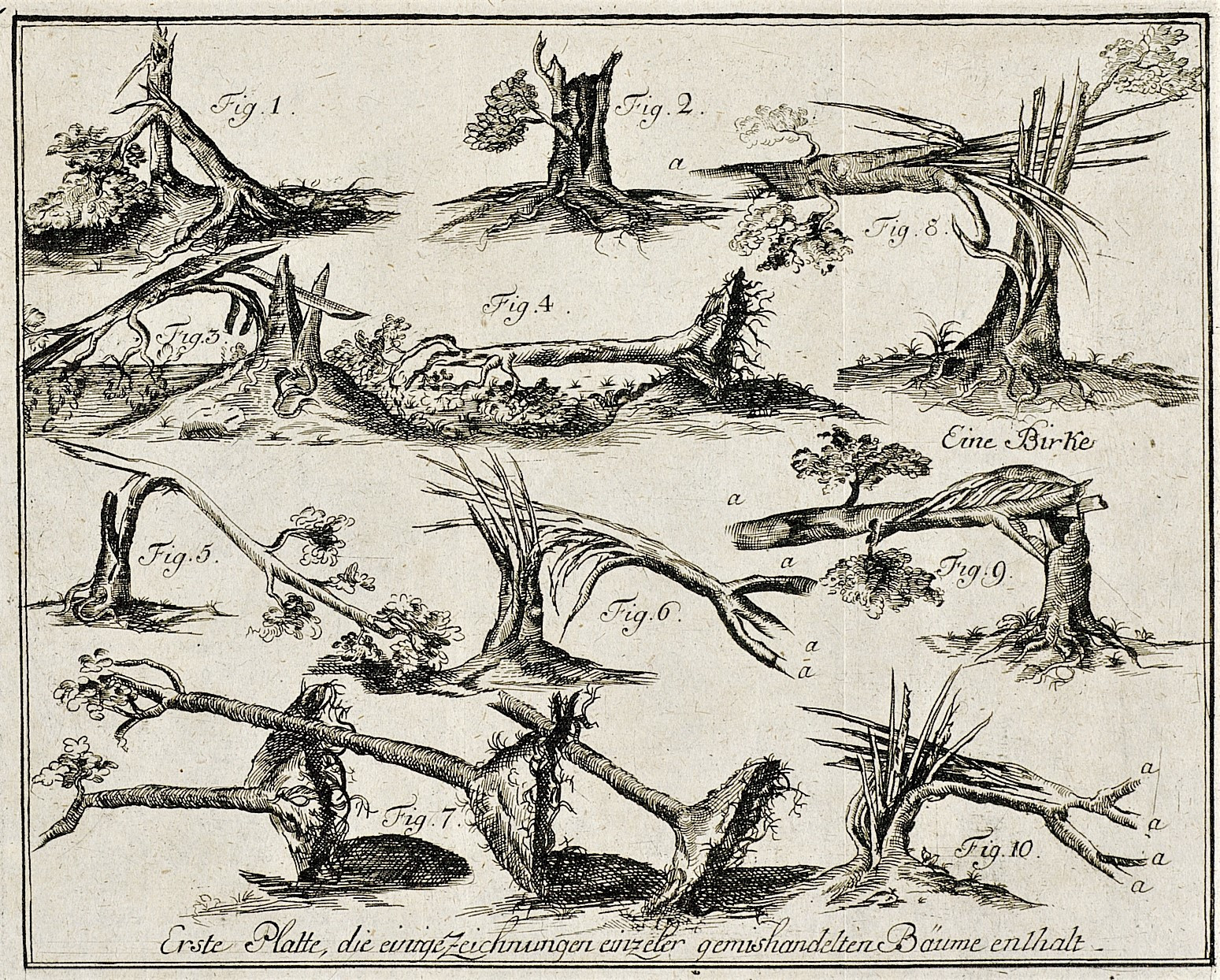
Una placa de cobre de Genzmer que muestra varios tipos de daños forestales causados por el tornado.

El tornado luego se intensificó rápidamente al descorchar árboles de roble con una intensidad de F4. Poco después de descortezar los árboles, el tornado alcanzó su máxima intensidad de F5/T11, donde arrasó completamente todo excepto la planta baja de una mansión. Los vientos en este lugar se estimaron en al menos 300 millas por hora (480 km/h). Los muñones de los árboles de roble fueron arrancados del suelo y se lanzaron adoquines que pesaban 75 kilogramos (165 libras). El Laboratorio de Tormentas Severas Europeo declaró que el daño "increíble" en la mansión justificaba la calificación de F5 en la escala Fujita. Después de destruir la mansión, un testigo presencial vio el tornado y afirmó que estaba "rodeado de pájaros atrapados en el vórtice". Después de destruir la mansión, el tornado se debilitó rápidamente en unos pocos kilómetros a una intensidad de F1, donde causó una senda de "daños leves" de 500 metros (550 yardas) de ancho en un bosque.
El tornado entonces se intensificó rápidamente al llegar a Rothe Kirche. Aquí, un viejo roble fue arrancado de raíz, lo que levantó un esqueleto de una tumba con una intensidad de F3. Alrededor de este tiempo, el tornado alcanza su ancho máximo de 900 metros (980 yardas) mientras causa "daños graves" a un bosque de robles y hayas. El tornado luego continúa hacia el noreste, pasando justo al oeste de Woldegk, donde dañó una mansión, destruyó por completo dos graneros y volcó siete carros de estiércol con una intensidad de F2-F3. Más al noreste, el tornado golpeó a una bandada de gansos en vuelo, donde mató a algunos e hirió a otros 60-100. También se observó daño aislado de árboles alrededor de este tiempo. El tornado luego golpeó a Helpt con una intensidad de F2, donde una mansión y otra estructura sufrieron daños en el techo, así como la eliminación de la parte superior de una casa de portería. Después de golpear a Helpt, el tornado se disipó.